# Maglehems distrikt
Maglehems distrikt är ett distrikt i Kristianstads kommun och Skåne län. 
Distriktet ligger vid kusten, söder om Kristianstad. 

## Tidigare administrativ tillhörighet
Distriktet inrättades 2016 och utgörs av socknen Maglehem i Kristianstads kommun.
Området motsvarar den omfattning Maglehems församling hade vid årsskiftet 1999/2000.